# Grímsstaðakerling
Grímsstaðakerling är en bergstopp i republiken Island. Den ligger i regionen Norðurland eystra, 300 km nordost om huvudstaden Reykjavík. Toppen på Grímsstaðakerling är 859 meter över havet. Grímsstaðakerling ingår i Dimmifjallgarður.
Trakten runt Grímsstaðakerling är nära nog obefolkad, med mindre än två invånare per kvadratkilometer. Det finns inga samhällen i närheten. Trakten runt Grímsstaðakerling är ofruktbar med lite eller ingen växtlighet.